# ホーム・インシュアランス・ビル
ホーム・インシュアランス・ビル (Home Insurance Building) は、かつてアメリカ合衆国イリノイ州シカゴに建てられた高層ビルである。

## 概要
ホームインシュアランスビルは1884年に竣工し、1931年に解体された。同じ場所にはフィールド・ビル (en) （現在のラ・サール・ナショナル・バンク・ビル (en) ）が建てられている。このビルは骨組みに"鋼鉄"製の鉄骨構造を用いた最初のビルであるが、その構造の大部分は"鋳鉄"および"錬鉄"によって構成されていた。このビルは一般的に外面・内面ともに耐火性の金属骨組を用いた最初の高層ビルと認識されている。ディザーリントン・フラックス・ミル (en) もまた耐火性の金属骨組（ただし鋼鉄ではなく鋳鉄）のビルであり、完成はホーム・インシュアランス・ビルよりも早いが、高さは5階建てしかなかった。
このビルは、鋼鉄製の鉄骨による荷重支持構造の骨組を初めて採用したことから、世界初の高層ビルと呼ばれることもある。しかしながら、10階建て42 m (138 ft) の高さは、建設当初からシカゴで一番高いビルになったことはない。1890年には2階分増設され12階建て54.9 m (180 ft) となった。このビルの解体時には建築構造の科学的な調査が行われ、このビルは床と外壁はともに鉄骨で支持されていたわけではなく、荷重支持構造には鉄骨と石工の両方が用いられていたことが判明した。ホームインシュアランスビルは鉄骨の技術を用いてはいたが、このビルは純粋な鉄骨骨組の構造ではなく、地下には花崗岩の支柱を用い背面にはレンガの壁を用いていた。世界初の全骨格に鋼鉄製の鉄骨を用いたビルはランドマクナリービル (Rand McNally Building) である。
このビルは技術者・建築家のウィリアム・ル・バロン・ジェニーによって建設された。このビルは通常の石工のビルの三分の一の重さで、市の役人は安全性が判明するまでは建設を中止することを真剣に考慮していた。ホームインシュアランスビルは建築のシカゴ・スクールの一例である。鋼鉄製の鉄骨の骨組構造の採用は後の超高層ビルの建築への端緒となったと言える。1888年にはミネアポリスの建築家en:Leroy Buffingtonが鋼鉄製の鉄骨構造により高層ビルを建築するアイデアの特許を取得している。
1931年にホームインシュアランスビルは解体され、跡地に建てられたフィールドビル（現在のラサール・バンク・ビル）のロビーの南西の区画にはホームインシュアランスビルの構造は高層ビルの先駆けとなった旨を記す飾り額が1932年から設置されている。